# Zond-PP
Zond-PP (oder MKA-PN1) war ein russischer Mikrosatellit, der die Eigenschaften der Erdoberfläche mit einem L-Band-UHF-Panorama-Radiometer untersuchte und auf die Kartierung von Bodenfeuchte- und Salzwassergewässern abzielte und die Land-Ozean-Atmosphäre untersuchte. Zond-PP basiert auf Lawotschkins Karat-Mikrosatelliten-Bus. Er hatte nichts mit den ebenfalls russischen Zond-Mondsonden zu tun.

## Start
Zond-PP wurde am 22. Juli 2012 mit einer Sojus-Fregat von Baikonur aus gestartet. An Bord waren auch vier andere Satelliten: BelKa 2 (BKA), Kanopus-Vulkan, ExactView 1 und TET-1.

## Ausstattung und Betrieb
Zond-PP hatte eine Multi-Spektral-Kamera (Pribor EK) an Bord als sekundäre Nutzlast installiert. Er wurde mit drei ausklappbaren Solarzellen und Batterien betrieben.
Der Satellit funktionierte erfolgreich und machte viele Bilder von der Erde, bis im Juni 2013 plötzlich der Kontakt verloren ging. Nach einer Untersuchung stellte sich heraus, dass der Satellit durch einen Computerfehler ausgeschaltet wurde. Zond-PP befindet sich im Moment noch im Erdorbit und wird um 2034 in die Erdatmosphäre eintreten.